# Presidential Early Career Award for Scientists and Engineers
Ne doit pas être confondu avec Presidential Young Investigator Award.
Le Presidential Early Career Award for Scientists and Engineers (abrégé en PECASE) est la plus haute distinction décernée par le gouvernement des États-Unis à des scientifiques et ingénieurs exceptionnels au début de leur carrière de chercheur indépendant. C'est sur recommandations des agences participantes que la Maison Blanche décerne les prix chaque année. Pour être éligible à un prix présidentiel, un candidat doit être citoyen américain, national ou résident permanent. Certains des scientifiques et ingénieurs lauréats peuvent recevoir une bourse de recherche pour une durée allant jusqu'à 5 ans.

## Histoire
En février 1996, le National Science and Technology Council (NSTC) a été chargé par le président Bill Clinton de créer un programme de récompenses pour honorer et soutenir les jeunes chercheurs au début de leur carrière  dans les domaines de la science et de la technologie. L'objectif déclaré du prix est d'aider à maintenir la position de leader des États-Unis dans le domaine scientifique,. À l'origine, 60 lauréats recevaient le prix PECASE chaque année. En raison de la participation accrue du ministère de la Défense, ce nombre est passé à 100 par an. Les prix PECASE 2002 n'ont été annoncés qu'en mai 2004. Les prix PECASE 2013 ont été annoncés en février 2016 après un retard de 2 ans. L'administration Trump a annoncé les lauréats de  2015, 2016 et 2017 en 2019, les prix étant décernés par le Bureau de la politique scientifique et technologique de la Maison Blanche.

## Agences
Les agences participant au programme PECASE Awards sont :
- Département de l'agriculture
- Département du commerce
- département de la Défense
- Ministère de l'Énergie
- département d'éducation
- Département de la santé et des services sociaux : National Institutes of Health
- Département de l'intérieur : United States Geological Survey
- Département des transports
- Département des anciens combattants
- Agence de Protection de l'Environnement
- Administration Nationale de l'Espace et de l'Aéronautique
- Fondation nationale de la science
- Institution Smithsonian
- Communauté du renseignement des États-Unis